# Risonanza di ciclotrone
La risonanza di ciclotrone descrive l'effetto del campo magnetico su una particella carica in moto. Il moto della particella
risulta circolare come in un ciclotrone, in cui un campo elettrico oscillante sincronizzato a tale frequenza di risonanza
accelera le particelle cariche.

## Frequenza di risonanza di ciclotrone
Il movimento di una particella carica con carica {\displaystyle q} e velocità in modulo {\displaystyle v} in un campo magnetico
{\displaystyle B} perpendicolare alla velocità è determinato dalla forza di Lorentz:
{\displaystyle {\frac {mv^{2}}{r}}=qBv}
si è indicato con {\displaystyle m} la massa della particella carica e con {\displaystyle r} il raggio dell'orbita circolare.
Di conseguenza la velocità angolare è:
{\displaystyle \omega ={\frac {v}{r}}={\frac {qB}{m}}}
Di conseguenza la  frequenza di ciclotrone  è:
{\displaystyle f={\frac {\omega }{2\pi }}={\frac {qB}{2\pi m}}},
Si nota che la frequenza di ciclotrone è indipendente dal raggio e dalla velocità e perciò è indipendente dall'energia cinetica della particella; tutte le particelle con lo stesso rapporto tra carica e massa ruotano con la stessa frequenza. Questo è vero solo nel limite non relativistico ed è alla base del funzionamento del ciclotrone.
La frequenza di ciclotrone può essere considerata anche se il campo magnetico non è uniforme. Se infatti il campo magnetico ha una ampiezza che varia linearmente nella direzione delle linee del campo, la particella carica ha contemporaneamente un moto lineare nella direzione del campo e un moto circolare nella direzione perpendicolare e quindi in definitiva un moto elicoidale uniforme. 
Spesso la velocità angolare viene chiamata, seppure impropriamente, frequenza di ciclotrone.

### Massa efficace
In alcuni materiali, il moto degli elettroni è circolare, ma non in maniera esatta in quanto è come se la loro massa fosse differente
per cui si definisce massa efficace di ciclotrone  {\displaystyle m^{*}} tale che:
{\displaystyle \omega ={\frac {qB}{m^{*}}}}